# Champey
Champey ist eine französische Gemeinde im Département Haute-Saône in der Region Bourgogne-Franche-Comté.

## Geographie
Champey liegt auf einer Höhe von 360 m über dem Meeresspiegel, sechs Kilometer westlich von Héricourt und etwa zwölf Kilometer nordwestlich der Stadt Montbéliard (Luftlinie). Das Dorf erstreckt sich im Westen der Burgundischen Pforte, in einer Talmulde am Südfuß des Grand Bois de Champey.
Die Fläche des 11,30 km² großen Gemeindegebiets umfasst einen Abschnitt im Bereich der Burgundischen Pforte. Der zentrale Teil des Gebietes wird in West-Ost-Richtung von einer weiten Talmulde durchquert, die eine Breite von ungefähr zwei Kilometern aufweist. Hier entspringt der Dorfbach, der für die Entwässerung nach Osten zum Ruisseau de la Carpière (Zufluss der Lizaine) sorgt. Flankiert wird diese Mulde im Süden von den Höhen von Le Vernoy (Mont Tronchet, 481 m), die aus einer widerstandsfähigen Kalkschicht der mittleren Jurazeit bestehen. Nach Norden erstreckt sich das Gemeindeareal in das von ausgedehnten Wäldern bedeckte Hügelland des Bois de Granges. Es bildet die südwestliche Fortsetzung der Vogesen und ist teils aus Buntsandstein aufgebaut, teils tritt auch das kristalline Grundgebirge zutage. Auf dem Höhenrücken des Grand Bois de Champey wird mit 524 m die höchste Erhebung von Champey erreicht. Weiter im Norden reicht der Gemeindebann in die Quellgebiete von Ruisseau de la Carpière und Ruisseau des Terriers.
Nachbargemeinden von Champey sind Courmont, Belverne und Luze im Norden, Coisevaux im Osten, Trémoins und Le Vernoy im Süden sowie Saulnot im Westen.

## Geschichte

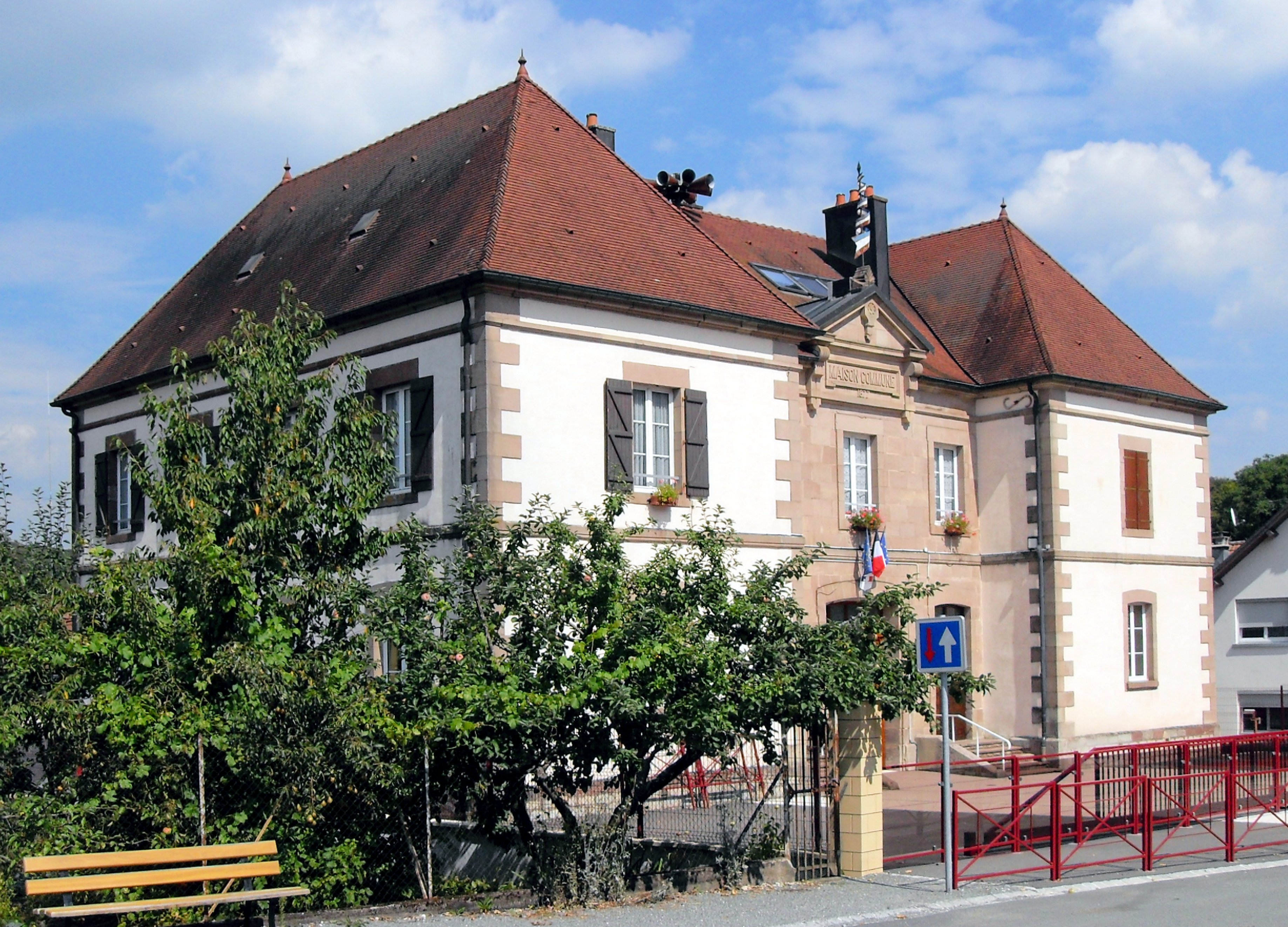
Gemeindehaus Champey

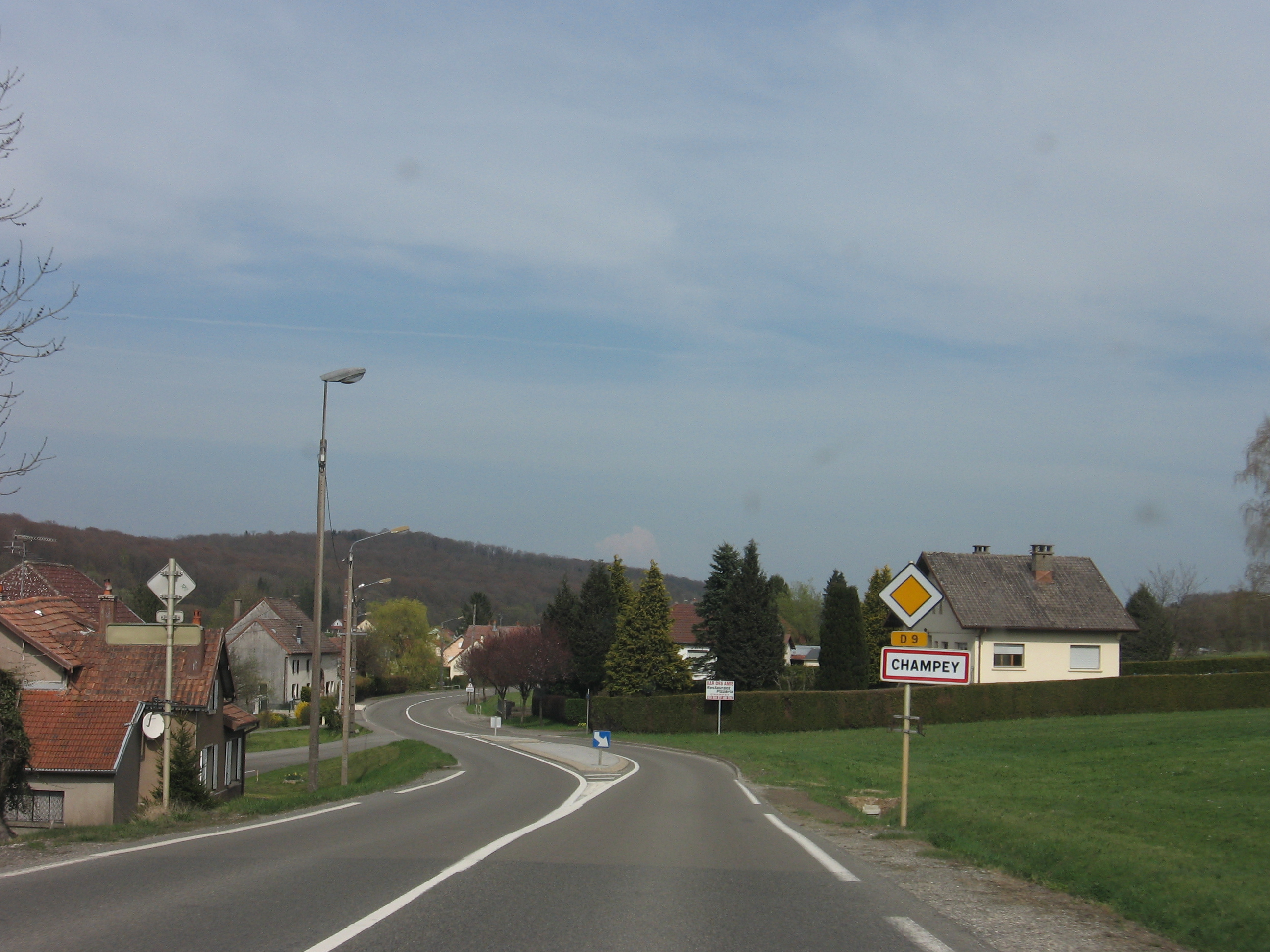
Ortseinfahrt

Das Gemeindegebiet von Champey war schon in vorgeschichtlicher Zeit besiedelt, wovon ein Siedlungsplatz auf dem Mont Tronchet und der Megalith Pierre-qui-Tourne zeugen. Auch aus der gallorömischen Zeit sind Überreste vorhanden. Erstmals urkundlich erwähnt wird Champey im Jahr 1165. Im Mittelalter gehörte das Dorf zunächst der Kirche Saint-Maimboeuf in Montbéliard und dem Kloster Belchamp. Im 14. Jahrhundert kam es an die Herrschaft Héricourt, die unter der Oberhoheit der
Grafen von Montbéliard stand. Die Reformation wurde zwischen 1562 und 1565 eingeführt. Im Jahr 1748 gelangte Champey vertraglich endgültig an die französische Krone. In dem betreffenden Vertrag hatte Frankreich dem bisherigen Landesherrn, dem Herzog von Württemberg, u. a. die Wahrung des status quo der lutherischen Kirche zugesichert. Seit 2001 ist Champey Mitglied des 20 Ortschaften umfassenden Gemeindeverbandes Pays d’Héricourt.

## Sehenswürdigkeiten

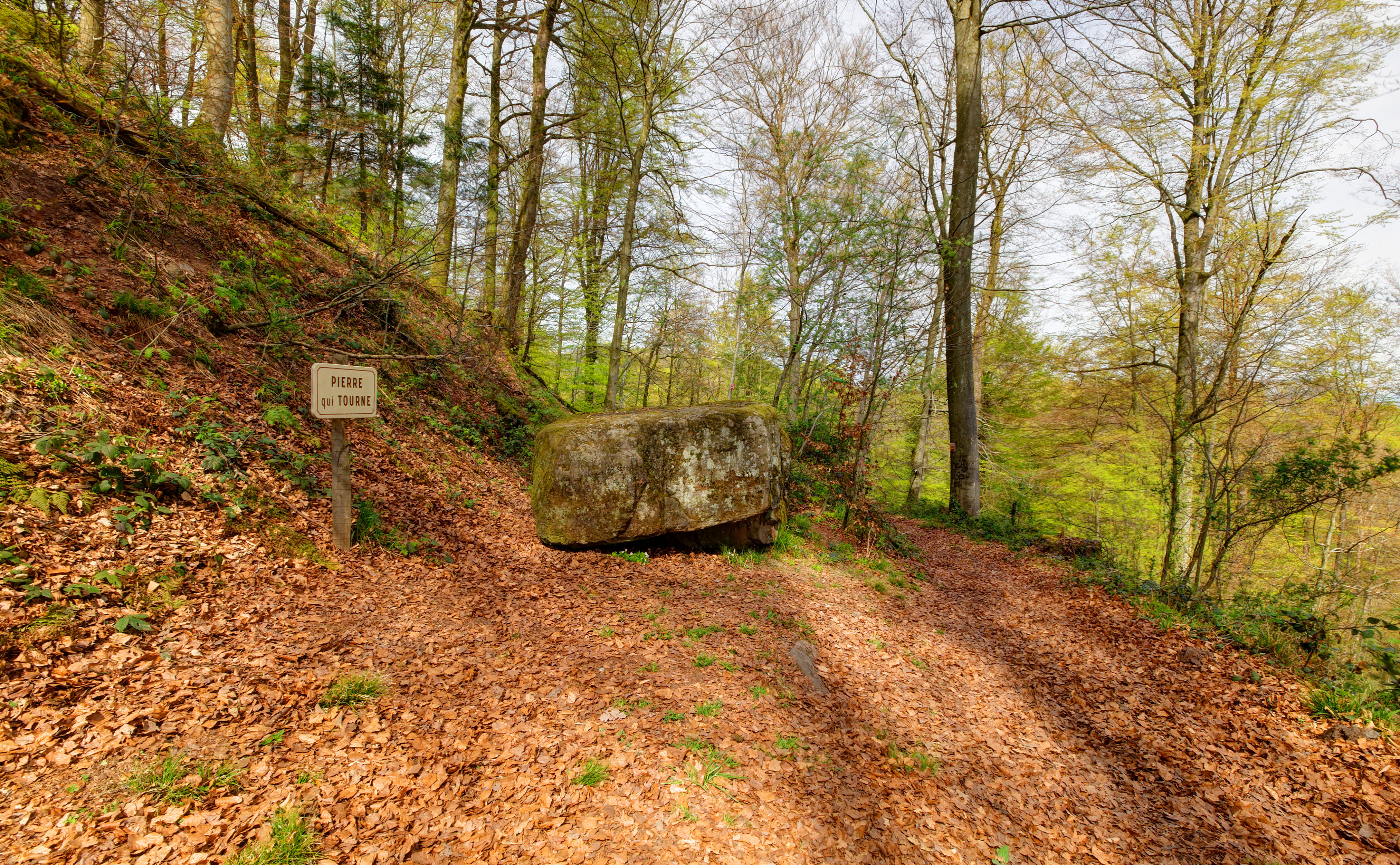
Pierre-qui-Tourne Findling in Champey

Die auf einer Anhöhe stehende lutherische Dorfkirche (Temple luthérien) wurde 1763 mit Unterstützung Herzog Carl Eugens fertiggestellt. Sie wurde im 19. Jahrhundert verändert. Die Kirchengemeinde gehört mit elf weiteren zum lutherischen Pfarrverbund Le Mont Vaudois. Im Ortskern sind verschiedene Häuser aus dem 17. bis 19. Jahrhundert im charakteristischen Stil der Franche-Comté erhalten.

## Bevölkerung
| Jahr                       | 1962 | 1968 | 1975 | 1982 | 1990 | 1999 | 2011 | 2018 |
| Einwohner                  | 456  | 508  | 603  | 763  | 785  | 713  | 864  | 876  |
| Quellen: Cassini und INSEE |      |      |      |      |      |      |      |      |

Mit 798 Einwohnern (Stand 1. Januar 2022) gehört Champey zu den kleineren Gemeinden des Départements Haute-Saône. Nachdem die Einwohnerzahl in der ersten Hälfte des 20. Jahrhunderts deutlich abgenommen hatte (1881 wurden noch 719 Personen gezählt), wurde seit Mitte der 1960er Jahre wieder ein kräftiges Bevölkerungswachstum verzeichnet.

## Wirtschaft und Infrastruktur
Champey war lange Zeit ein vorwiegend durch die Landwirtschaft (Ackerbau, Obstbau und Viehzucht) und die Forstwirtschaft geprägtes Dorf. Daneben gibt es heute verschiedene Betriebe des lokalen Kleingewerbes sowie metallverarbeitende Industrie. Mittlerweile hat sich das Dorf auch zu einer Wohngemeinde gewandelt. Viele Erwerbstätige sind deshalb Wegpendler, die in Héricourt und in den Agglomerationen Belfort und Montbéliard ihrer Arbeit nachgehen.
Die Ortschaft ist verkehrstechnisch gut erschlossen. Sie liegt nahe der Hauptstraße D 9, die von Héricourt nach Villersexel führt. Der nächste Anschluss an die Autobahn A 36 befindet sich in einer Entfernung von ungefähr 16 Kilometern.